# 伏伊伏丁那省旗
伏伊伏丁那省旗由紅、藍、白三色條紋組成。其中藍色部分中有三顆黃色五角星，象征組成佛伊弗迪納的三個地區—巴奇卡，巴納特和斯雷姆。伏伊伏丁那另有一面傳統旗幟，是從上至下的紅藍白三色條紋。